# Nahe
Pour les articles homonymes, voir Nahe (homonymie).
La Nahe est une rivière qui prend sa source dans le Saarland, coule à l'est-nord-est et se jette dans le Rhin près de Bingen am Rhein, après 115 km de cours.

## Histoire

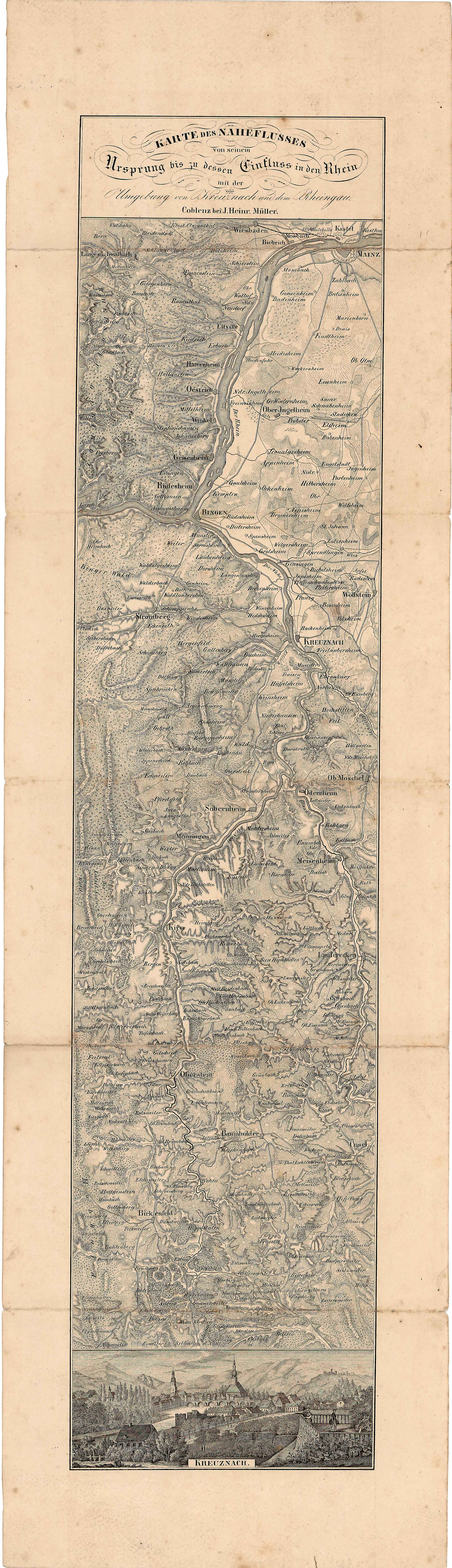
Carte sur le cours de la Nahe (1845)

La vallée de la Nahe est réputée pour ses vins.
C’est dans cette vallée que se trouvait le monastère de Disibodenberg.